# Општина Фрата (Клуж)
Фрата (рум. Frata) општина је у Румунији у округу Клуж.
Oпштина се налази на надморској висини од 389 m.